# Cuadratura del cuadrado

La primera cuadratura de un cuadrado perfecto descubierta, un compuesto de lado 4205 y orden 55. Cada número indica la longitud del lado del cuadrado al que pertenece.

La cuadratura del cuadrado es el problema de teselar un cuadrado entero usando solamente otros cuadrados enteros (un cuadrado entero es un cuadrado cuyos lados tienen longitud entera). El nombre fue acuñado en una analogía humorística con la cuadratura del círculo. La cuadratura del cuadrado es una tarea fácil a menos que se establezcan condiciones adicionales. La restricción más estudiada es que la cuadratura sea perfecta, lo que significa que los tamaños de los cuadrados utilizados sean todos diferentes. Un problema relacionado es cuadrar el plano, lo que puede hacerse incluso con la restricción de que cada número natural se utilice exactamente una vez como el tamaño de un cuadrado del mosaico. El orden de un cuadrado cuadrado es su número de cuadrados constituyentes.

## Cuadrados cuadrados perfectos

Diagrama de Smith de un rectángulo.

Un cuadrado cuadrado "perfecto" es un cuadrado tal que cada uno de los cuadrados más pequeños que lo compone tiene un tamaño diferente.
Consta que fue estudiado por primera vez por R. L. Brooks, C. A. B. Smith, A. H. Stone y W. T. Tutte en la Universidad de Cambridge.
Transformaron el mosaico cuadrado en un circuito eléctrico equivalente (lo denominaron "diagrama de Smith"), considerando los cuadrados como resistores que se conectasen a sus vecinos en sus bordes superior e inferior, y luego aplicaron las técnicas de las Leyes de Kirchhoff y de descomposición de circuitos al circuito total.
El primer cuadrado cuadrado perfecto, un compuesto de lado 4205 y de orden 55, fue hallado por Roland Sprague en 1939.
Martin Gardner publicó un artículo extenso escrito por W. T. Tutte sobre la historia temprana de cuadrar el cuadrado en su columna sobre juegos matemáticos de la revista Scientific American en noviembre de 1958.

Cuadrado cuadrado "perfecto" de menor orden: tiene lado 112 y está formado por 21 cuadrados diferentes.

## Cuadrados cuadrados simples
Un cuadrado cuadrado "simple" es uno donde ningún subconjunto de los cuadrados forma un rectángulo o un cuadrado, de lo contrario es "compuesto".
En 1978, A. J. W. Duijvestijn descubrió un cuadrado cuadrado "perfecto" simple de lado 112 con el menor número de cuadrados posible usando una búsqueda por ordenador. Su mosaico utiliza 21 cuadrados, y se ha demostrado que es el mínimo posible. Este cuadrado cuadrado forma el logotipo de la Trinity Mathematical Society.
Duijvestijn también encontró 2 cuadrados cuadrados "perfectos" simples de lado 110, pero cada uno comprende 22 cuadrados. T.H. Willcocks encontró otro. En 1999, I. Gambini demostró que estos 3 son los cuadrados cuadrados "perfectos" simples más pequeños en términos de longitud de lado.
El cuadrado cuadrado "perfecto" compuesto con el menor número de cuadrados fue descubierto por T.H. Willcocks en 1946 y tiene 24 cuadrados; sin embargo, no fue hasta 1982 que Duijvestijn, Pasquale Joseph Federico y P. Leeuw demostraron matemáticamente que era el ejemplo de orden más bajo.

## La colcha de la señora Perkins

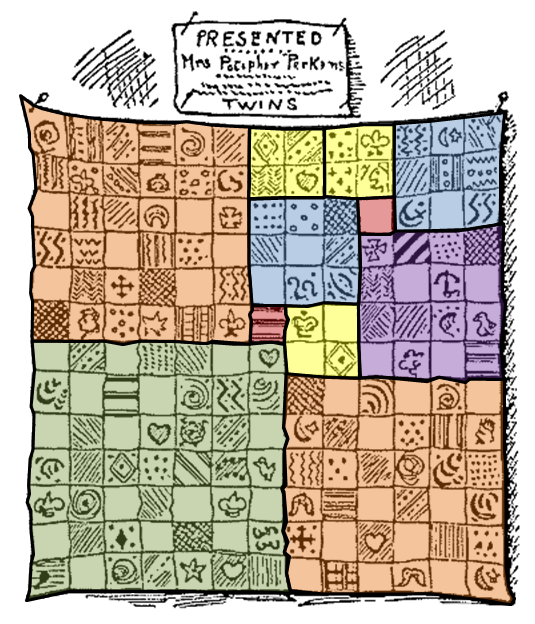
Solución al problema de la colcha de la señora Perkins para un cuadrado de 13x13

Cuando la restricción de que todos los cuadrados deban ser de diferentes tamaños es rebajada, entonces un cuadrado cuadrado de manera que las longitudes laterales de los cuadrados utilizados no tenga un divisor común mayor que 1 se llama una "colcha de la señora Perkins". En otras palabras, el máximo común divisor de todas las longitudes de los lados de los cuadrados utilizados (no necesariamente distintos) debe ser 1. En la práctica, esto significa que si dos de las longitudes utilizadas en la disección son múltiplos de la misma base (como por ejemplo 2 y 4), entonces también debe utilizarse al menos un cuadrado de lado 1.
El problema de la colcha de la señora Perkins es encontrar la distribución de cuadrados con el menor número de piezas posible para un cuadrado de n × n dado. La primera vez que se planteó este problema como un pasatiempo matemático, se hizo para un cuadrado de 13x13.

## No más de dos tamaños diferentes
|  |  |  |  |
|  |  |  |  |
|  |  |  |  |

Un número guapo (cute number en inglés) es un entero positivo n tal que un cuadrado cualquiera admite una disección en n cuadrados de no más de dos tamaños diferentes, sin otras restricciones. Se puede demostrar que aparte de 2, 3 y 5, cualquier entero positivo es guapo.

## Cuadrando el plano

Teselado del plano con cuadrados enteros diferentes usando la serie de Fibonacci:
1. La teselación del plano utilizando cuadrados con lados de números de la sucesión de Fibonacci es casi perfecta, excepto por los dos cuadrados de lado 1 del centro de la figura.
2. Duijvestijn encontró una teselación de un cuadrado de lado 110 y 22 cuadrados enteros diferentes.
3. Escalando la teselación de Fibonacci 110 veces y remplazando uno de los dos cuadrados centrales de 110 de lado resultantes utilizando un cuadrado de Duijvestijn, permite lograr un teselado perfecto.

En 1975, Solomon Golomb planteó la cuestión de si todo el plano puede ser teselado utilizando cuadrados, cada uno de ellos con una longitud de lado entera distinta, que él llamó la conjetura de teselado heterogénea. Este problema fue publicado más tarde por Martin Gardner en su columna de la revista Scientific American y apareció en varios libros, pero la solución desafió a los matemáticos durante más de 30 años.
En el libro Tilings and Patterns, publicado en 1987, Branko Grünbaum y G. C. Shephard declararon que en todos los entramados enteros perfectos del plano conocidos en ese momento, los tamaños de los cuadrados crecen exponencialmente. Por ejemplo, el plano puede ser teselado con diferentes cuadrados enteros de forma recursiva (pero no para cada entero), tomando cualquier cuadrado cuadrado perfecto y ampliándolo de modo que el cuadrado anteriormente más pequeño tenga el tamaño del cuadrado cuadrado original, reemplazando esta tesela con una copia del cuadrado cuadrado original.
Recientemente, James Henle y Frederick Henle demostraron que esto, de hecho, se puede hacer. Su prueba es constructiva, y procede "expandiendo" una región en forma de L formada por dos cuadrados de tamaño diferente lado a lado dispuestos horizontalmente, a un revestimiento perfecto de una región rectangular más grande, entonces contigua al cuadrado del tamaño más pequeño todavía no usado para conseguir otra región más grande de la región en forma de L. Los cuadrados añadidos durante el procedimiento de expansión tienen tamaños que aún no han aparecido en la construcción y el procedimiento se establece de modo que las regiones rectangulares resultantes se expanden en las cuatro direcciones, lo que conduce a un revestimiento de todo el plano.

## Cubicación del cubo
Cubar el cubo es el análogo en tres dimensiones de la cuadratura del cuadrado: es decir, dado un cubo C, el problema consiste en dividirlo en un número finito de cubos más pequeños, sin que ninguno de ellos sean congruentes entre sí.
A diferencia del caso de la cuadratura del cuadrado, un problema difícil pero resoluble, no hay un cubo cubo "perfecto" y, de forma más general, no existe ninguna disección de un ortoedro C en un número finito de cubos distintos.
Para comprobarlo, supóngase que existe tal disección. Sea una cara de C su base horizontal. La base es dividida en un cuadrado cuadrado "perfecto" R por los cubos que descansan sobre él. Cada cuadrado de esquina de R tiene un cuadrado de borde adyacente más pequeño, y el cuadrado de borde más pequeño de R es adyacente a cuadrados más pequeños que no están en el borde. Por lo tanto, el cuadrado más pequeño s1 en R está rodeado por cuadrados más grandes, y por lo tanto por cubos más altos, en los cuatro lados. En consecuencia, la cara superior del cubo en s1 es dividida en un cuadrado cuadrado "perfecto" por los cubos que descansan sobre él. Sea s2 el cuadrado más pequeño de esta disección. La secuencia de cuadrados s1, s2, ... es infinita y los cubos correspondientes son infinitos en número. Esto contradice la suposición original.
Si un hipercubo de 4 dimensiones pudiera ser perfectamente hipercubado, entonces sus "caras" serían cubos cubos "perfectos"; esto es imposible. Del mismo modo, no hay solución para ninguno de los cubos de dimensiones superiores.

## Lecturas relacionadas
- C. J. Bouwkamp and A. J. W. Duijvestijn, Catalogue of Simple Perfect Squared Squares of Orders 21 Through 25, Eindhoven Univ. Technology, Dept. of Math., Report 92-WSK-03, Nov. 1992.
- Bouwkamp, C. J.; Duijvestijn, A. J. W. (Dec 1994). «Album of Simple Perfect Squared Squares of order 26». EUT Report 94-WSK-02., Eindhoven University of Technology, Faculty of Mathematics and Computing Science
- Martin Gardner, "Squaring the square," in The 2nd Scientific American Book of Mathematical Puzzles and Diversions.
- Henle, Frederick V.; Henle, James M. (2008). «Squaring the plane». American Mathematical Monthly 115: 3-12. JSTOR 27642387. Archivado desde el original el 20 de junio de 2006. Consultado el 29 de mayo de 2015.
- Wynn, Ed (2013). «Exhaustive generation of Mrs Perkins's quilt square dissections for low orders». arXiv:1308.5420.